# Легенда о Сагенее
Легенда о Сагене́й (фр. Royaume du Saguenay) — легенда о существовании сказочно богатой страны под названием Королевство Сагеней (Сагней), поиски которого не давали покоя французским исследователям Канады (Жак Картье и другие) в период великих географических открытий. Имеется несколько версий происхождения и толкования преданий о Сагеней. 
По одной из них, легенда была преданием индейского племени алгонкинов, веривших, что к северу от реки Святого Лаврентия — в районе современного округа Сагеней-Лак-Сен-Жан (Квебек) существует сказочное королевство светловолосых людей, владеющих складами золота, серебра и меха. Вождь Доннакона, пленённый французами и увезённый во Францию в 1530-х годах, также рассказывал королю об этом королевстве. Французские и франкоканадские исследователи тщетно искали его, как в своё время десятилетия потратили испанские и португальские конкистадоры на поиски сказочного Эльдорадо, по легенде располагавшегося в бассейне Ориноко (Венесуэла). 
Возможно, что Сагеней являлась лишь французской версией Эльдорадо, а индейцы воспользовались алчностью первооткрывателей, для того чтобы отвадить их в более суровые северные регионы, где многие погибли от голода и цинги. Но идея такой страны не была совсем безосновательной: так, действительно, хотя северное побережье (регион Кот-Нор) в Квебеке имеет крайне суровый климат, в районе озера Сен-Жан, откуда и вытекает река Сагеней, он более мягок и благоприятен для ведения хозяйства, благодаря чему регион и был заселён франкоканадцами в конце XIX века, и в настоящее время является частью провинции Квебек (Канада).